# Liste Münchner Waldgebiete

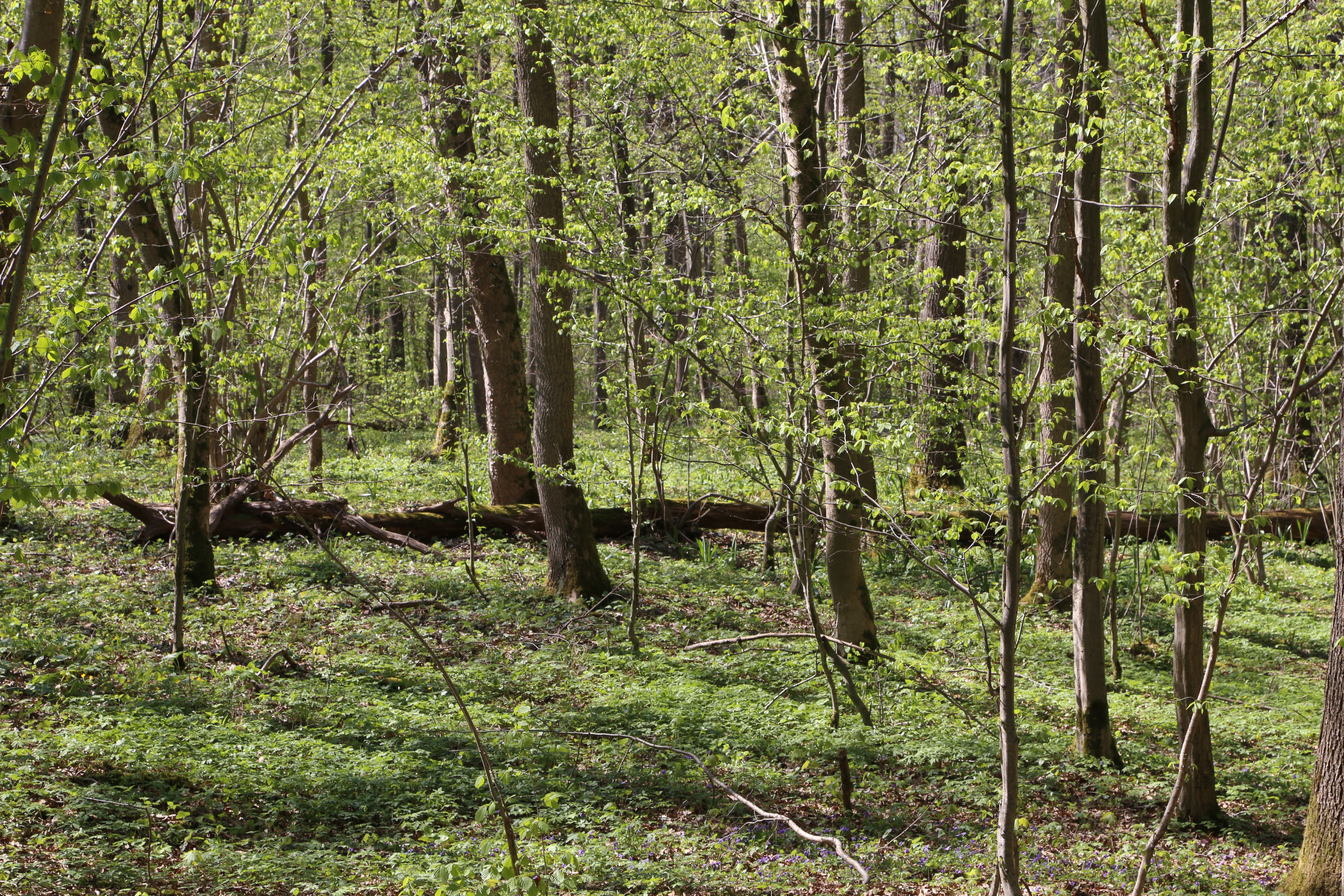
Lohwald im Allacher Forst

Diese Seite listet Waldgebiete auf, die in dem Gebiet der bayerischen Landeshauptstadt München liegen oder im Besitz der Stadt sind.

## Überblick
Wälder machen zwar nur einen relativ geringen Teil der Fläche des Münchner Stadtgebietes aus, haben aber eine wichtige Funktion als „grüne Lungen“ in der Stadt und als Naherholungsgebiete. Bedingt durch die Schieflage der Münchner Schotterebene und der daher sehr unterschiedlichen Grundwassertiefe kommen verschiedene Waldtypen vor, darunter Lohwälder, Auwälder, Eichen-Hainbuchenwälder, Niedermoorwälder und die Leitenwälder an den Hängen der Isarhochufer.

## Waldgebiete
| Name                                     | Stadtbezirk (Lage)                                              | Größe (ha) | Jahr der Entstehung                      | Anmerkung | Bild            |
| ---------------------------------------- | --------------------------------------------------------------- | ---------- | ---------------------------------------- | --- | --------------- |
| Allacher Forst oder Allacher Lohe        | Allach-Untermenzing (48° 12′ 22″ N, 11° 28′ 27″ O)              | 156        | natürlicher Lohwald                      | Naturschutzgebiet (NSG-00573.01), geteilt durch den Rangierbahnhof München Nord | weitere Bilder  |
| Angerlohe                                | Allach-Untermenzing (48° 11′ 20″ N, 11° 28′ 50″ O)              | 40         | Restbestand des natürlichen Lohwaldes    | Landschaftsschutzgebiet (LSG-00120.18) | weitere Bilder  |
| Aubinger Lohe                            | Aubing-Lochhausen-Langwied (48° 9′ 56″ N, 11° 23′ 43″ O)        | 624        | aufgeforsteter Lohwald                   | Landschaftsschutzgebiet (LSG-00120.02) | weitere Bilder  |
| Forst Kasten                             | - (48° 5′ 13″ N, 11° 26′ 27″ O)                                 | 800        | 1300 (erste urkundliche Erwähnung)       | Der Wald liegt zwar auf dem Gebiet von Münchens Nachbargemeinde Neuried im Landkreis München, ist aber im Besitz der Landeshauptstadt. Er bildet zusammen mit dem Forstenrieder Park ein Landschaftsschutzgebiet (LSG-00114.01) | weitere Bilder  |
| Hartelholz                               | Milbertshofen-Am Hart (48° 13′ 30″ N, 11° 34′ 30″ O)            | 116        | im Mittelalter kurfürstliches Jagdrevier | Naturschutzgebiet (NSG-00611.01) | weitere Bilder  |
| Kapuzinerhölzl                           | Moosach (48° 10′ 3″ N, 11° 29′ 45″ O)                           | 18         | Lohwaldrest                              | Landschaftsschutzgebiet (LSG-00120.07) | weitere Bilder  |
| Lochholz                                 | Allach-Untermenzing (48° 11′ 54″ N, 11° 26′ 58″ O)              | 7          | Lohwaldrest                              | Landschaftsschutzgebiet (LSG-00120.05) | weitere Bilder  |
| Riemer Wäldchen oder Riemer Wald         | Trudering-Riem (48° 8′ 12″ N, 11° 43′ 8″ O)                     | 15         | 1995                                     | angelegt als Ausgleichsfläche für Eingriffe in die Natur | Riemer Wäldchen |
| Schwarzhölzl                             | Feldmoching-Hasenbergl (48° 14′ 29″ N, 11° 29′ 40″ O)           | 125        | Niedermoorwald                           | Naturschutzgebiet (NSG-00460.01), nur zum Teil im Stadtgebiet Münchens | weitere Bilder  |
| Truderinger Wald (mit Friedenspromenade) | Trudering-Riem, Ramersdorf-Perlach (48° 5′ 47″ N, 11° 41′ 4″ O) | 397        | Bannwald                                 | Landschaftsschutzgebiet (LSG-00120.11) | weitere Bilder  |